# Égliseneuve-près-Billom
 Égliseneuve-près-Billom  es una población y comuna francesa, situada en la región de Auvernia, departamento de Puy-de-Dôme, en el distrito de Clermont-Ferrand y cantón de Billom.

## Demografía
| 493 | 442 | 409 | 439 | 625 | 681 |
| Para los censos de 1962 a 1999 la población legal corresponde a la población sin duplicidades (Fuente: INSEE [Consultar]) |     |     |     |     |     |